# Институт геоэкологии имени Е. М. Сергеева РАН
Федеральное государственное бюджетное учреждение науки Институт геоэкологии им. Е. М. Сергеева Российской академии наук (Институт геоэкологии РАН, ИГЭ РАН) был образован в 1996 году на базе Инженерно-геологического и геоэкологического научного центра РАН, Научно-инженерного и координационного сейсмологического центра РАН и Комплексной лаборатории гидрогеологии и природосберегающих технологий (г. Санкт-Петербург).

## Научные направления
Основными направлениями научной деятельности ИГЭ РАН являются:
- разработка теории и методов прогноза и мониторинга природных и природно-техногенных геологических процессов (оползней, карста, подтопления и др.);
- фундаментальные проблемы формирования и динамики подземных вод, ресурсы, использование и охрана подземных вод;
- развитие теории формирования и изменения свойств горных пород под влиянием природных и антропогенных факторов;
- разработка фундаментальных основ геодинамического, сейсмического и инженерно-геологического районирования;
- разработка геоэкологических принципов размещения крупных промышленных объектов и хранилищ отходов;
- геоэкологические, инженерно-геологические и гидрогеологические проблемы разработки полезных ископаемых;
- геоэкологические проблемы территории Москвы и других крупных городских агломераций.

## Структура
В состав института входят:
- Лаборатория эндогенной геодинамики и неотектоники
- Лаборатория грунтоведения и механики грунтов
- Лаборатория геокриологии
- Лаборатория дистанционного мониторинга геологической среды
- Лаборатория геологического риска
- Лаборатория экзогенной геодинамики
- Лаборатория гидрогеоэкологии
- Лаборатория геоинформатики и компьютерного картографирования
- Лаборатория изучения состава и свойств грунтов
- Отдел информационно-измерительных систем
- Сейсмологический центр

## Известные сотрудники
- Осипов, Виктор Иванович — многолетний директор, ныне научный руководитель института, академик РАН
- Николаев, Алексей Всеволодович — член-корреспондент РАН
- Мироненко, Валерий Александрович — член-корреспондент РАН
- Вознесенский, Евгений Арнольдович — директор института, член-корреспондент РАН
- Румынин, Вячеслав Гениевич — научный руководитель Санкт-Петербургского отделения института, член-корреспондент РАН